# Pieve Santo Stefano
Pieve Santo Stefano ist eine italienische Gemeinde (comune) mit 2971 Einwohnern (Stand 31. Dezember 2023) in der Provinz Arezzo in der Region Toskana.

## Geografie

Lage von Pieve Santo Stefano in der Provinz Arezzo

Die Gemeinde erstreckt sich über rund 156 km². Sie liegt etwa 25 km nordöstlich der Provinzhauptstadt Arezzo und 70 km östlich der Regionalhauptstadt Florenz im geografischen Zentrum des Tiberina-Tals. Durch den Ort fließt der Tiber, zudem grenzt er an den Stausee Lago di Montedoglio. Der Gebirgspass Passo di Viamaggio durchläuft die Ortsteile Sigliano und Viamaggio.
Zu den weiteren Ortsteilen zählen Baldignano, Bulciano, Castelnuovo, Cercetole, Cirignone, Madonnuccia, Mignano, Montalone, Tizzano, Valdazze, Valsavignone und Ville di Roti.
Die Nachbargemeinden sind Anghiari, Badia Tedalda, Caprese Michelangelo, Chiusi della Verna, Sansepolcro und Verghereto (FC).

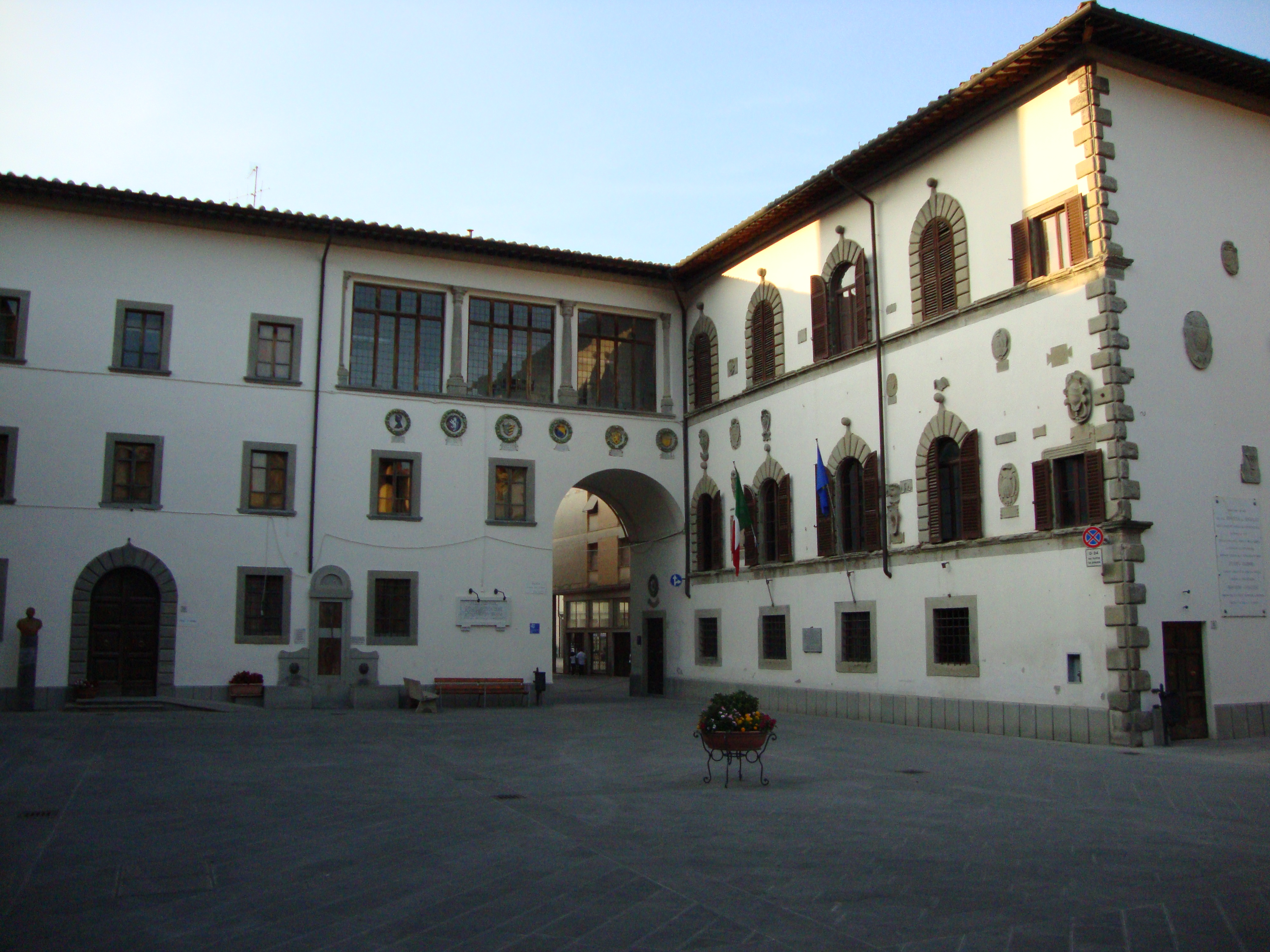
Die Gebäude der Gemeindeverwaltung

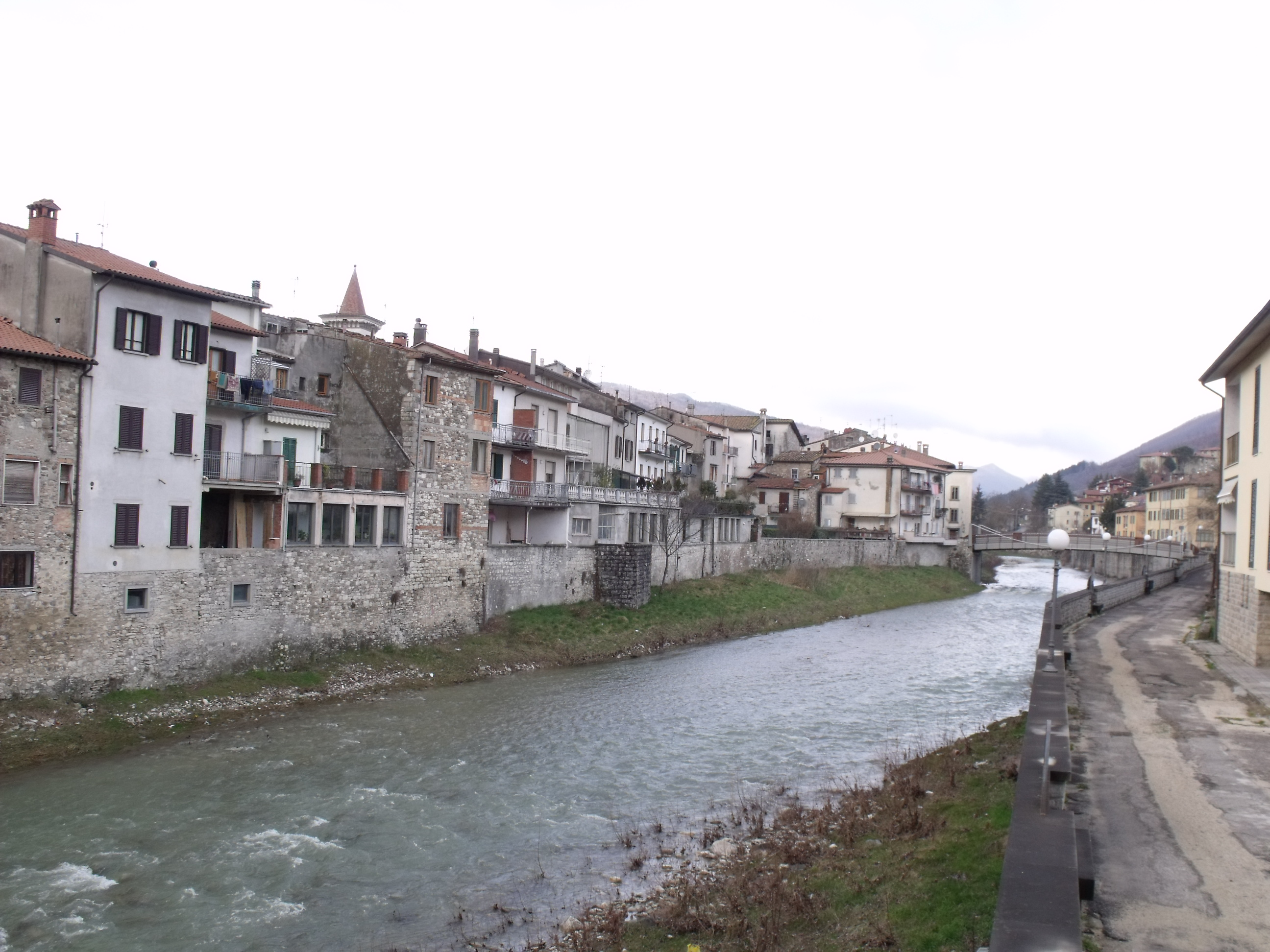
Ufer des Tiber und das Ortszentrum

## Geschichte
Erste Spuren des Ortes gibt es aus der Jungsteinzeit und der Kupfersteinzeit, gefunden in Località La Consuma, während im Ortsteil Madonnuccia Gegenstände aus der Bronzezeit gefunden wurden. Im Ortsteil Tizzano hinterließen die Etrusker ihre Spuren. Aus der Römerzeit sind noch einige Brückenruinen, die bei Pozzale, Formole und Sigliano über den Tiber führten, existent. Die Gegend war für die römische Holzwirtschaft bedeutend, da das Holz über den Tiber leicht nach Rom transportiert werden konnte. In der Zeit des Kaiser Augustus wurde der Ort der Verwaltung der VII. Region Etruria unter der Herrschaft von Arezzo eingegliedert. Die erste dokumentarische Erwähnung erhielt die Gemeinde 723, noch unter dem Namen Suppetia bzw. Sulpizia, in einer Urkunde der Langobarden. Nach der Eroberung der Region durch die Byzantiner wurde der Name der Region in Massa Verona geändert, wobei Verona hier für den Ort Pieve Santo Stefano stand. Nach der Eroberung Italiens 961 durch Otto I. den Großen gewährte dieser Goffredo d’Ildebrando die Herrschaft über die Gegend um Pieve, erwähnt in einem Dokument vom 7. Dezember 967, in dem auch die Grenzen von Massa Verona bzw. nun Oppidum Veronae festgelegt wurden: Die Wälder von Caprile, die Region Montefeltro, Bagno di Romagna, der Monte Penna de La Verna und der Monte Calvano. In dem Dokument wird ebenfalls erwähnt, dass sich das Gebiet in der Grafschaft Arezzo befindet. Zwei Jahrhunderte später ging die Kontrolle des Ortes auf die Grafen von Montedoglio über, die ihn nun Castelfranco nennen. In diese Zeit fällt auch der Baubeginn der ersten Stadtmauer und des ersten Palazzo als Regierungssitz. Da die heute namensgebende Pieve des heiligen Stefan (Santo Stefano, heute Pieve Rotta, dt. zerstörte Kirche, genannt) nun außerhalb der Stadtmauer lag, wurde 1193 die Kirche Buon Gesù errichtet. Im 12. Jahrhundert wurden zudem der Stadtturm Torre Civica, die Brücke Ponte Vecchio und die Türme der Stadtmauer angefertigt. Im 13. Jahrhundert geriet die Gemeinde in die Auseinandersetzungen zwischen Ghibellinen und Guelfen, da sie zwischen Florenz (Guelfen), Perugia (Guelfen) und Arezzo (Ghibellinen) lag. Zum Schutz der Bevölkerung wurde 1265 der Bau der Burg Castel San Donato begonnen, die zwar fertiggestellt, aber 1269 vom guelfischen Perugia zerstört wurde. Im gleichen Jahr wurden erste eigene Statuten erlassen. Der Ort blieb dann die nächsten zwanzig Jahre unter arretinischer Herrschaft, bis diese in der Schlacht von  Campaldino am 11. Juni 1289 den Ghibellinen unterlag. 1301 wurde Santo Stefano von Uguccione della Faggiola zurückerobert, fiel aber schon 1337 an Perugia. Nach mehreren weiteren Eroberungen und Rückeroberungen sowie zweier Rebellionen unterwarf sich Pieve am 6. Januar 1385 der Republik Florenz. Die neue Stadtmauer wurde 1483 fertiggestellt. Die weiteren Jahre wurden unter der Republik Florenz und später im Herzogtum Toskana verbracht (mit Ausnahme der Zeit der Napoleonischen Kriege). Am 14. Februar 1855 suchte Pieve eine Tiberflut heim, die große Schäden an den Häusern anrichtete und einige Kunstwerke zerstörte. Nach der Einigung Italiens fiel die Gemeinde der Provinz Arezzo zu. Weitere Naturkatastrophen ereigneten sich am 26. April 1917 und am 29. Juni 1919, als Erdbeben den Gebäuden schwere Schäden zufügten. Mit dem Aufkommen des Faschismus in Italien und der Machtergreifung Mussolinis wurde 1923 die Gerichtsbarkeit neu geordnet, so dass sich Pieve infolge des Dekrets dem Gericht von Sansepolcro unterordnen musste und die Gefängnisse in Wohnungen der Carabinieri umgewandelt wurden. 1934 begann man nach dreißig Jahren Pause die Verbindung Tebro-Casentinese vom Tiberinatal über den Spinopass zum Casentino weiterzubauen, da Mussolini erkannt hatte, dass dies die kürzeste Verbindung von Rom zu seinem Geburtsorts Predappio sei, die allerdings erst in den sechziger Jahren fertiggestellt. Aufgrund des Zweiten Weltkrieges fanden 1943/1944 im Gemeindegebiet schwere Gefechte statt, da es nahe der Gotenlinie liegt. In den letzten Augusttagen wurden die Häuser von Pieve von deutschen Soldaten auf dem Rückzug vermint und gesprengt, ausgespart wurden nur die Kirchen, die wahrscheinlich durch eine Intervention von Erzpriester Don Guglielmo Bastonero gerettet wurden. Am 31. August befreiten dann Engländer die Gemeinde, dennoch explodierte am 8. September eine Bombe im Campanile, die den Torre Civica und Teile des Rathauses zerstörte. Der Ort beendete den Zweiten Weltkrieg mit fast neunundneunzigprozentiger Zerstörung der Gebäude und über 100 km Straßen waren zerstört. Der Wiederaufbau, in aller Eile und mit Geldmangel durchgeführt, respektierte nicht mehr den Renaissance-Stil, sondern ersetzte alte Gebäude und Palazzi mit zeitgenössischen Bauten. 1984 entstand aufgrund einer Initiative des Journalisten Saverio Tutino das nationale Tagebucharchiv (Archivio Diaristico Nazionale), welches über tausend Tagebücher und andere zeitgeschichtliche Dokumente ihr eigen nennt. Seitdem hat der Ort den Namenszusatz Città del Diario (Stadt der Tagebücher) und führt seit 2006 mit der katalanischen Gemeinde La Roca del Vallès eine Gemeindepartnerschaft, da diese die „katalanische Tagebücherstadt“ ist.

## Sehenswürdigkeiten

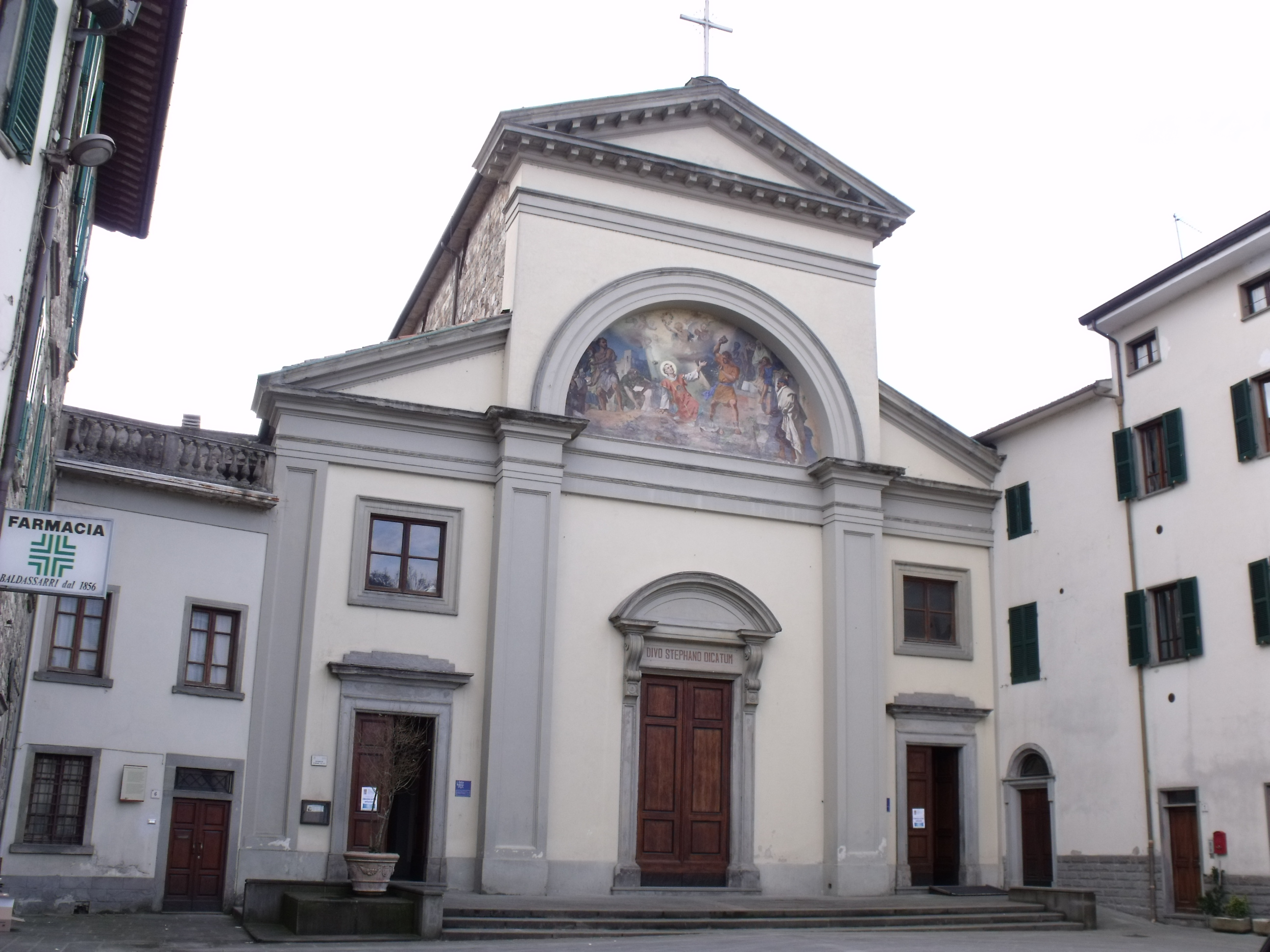
Die namensgebende Kirche Collegiata di Santo Stefano im Ortskern

- Archivio Diaristico Nazionale, 1984 gegründetes Nationales Tagebucharchiv.
- Chiesa di Sant’Andrea della Torre, Kirche im Ortsteil Mignano.
- Chiesa di Santa Maria della Pace, Kirche im Ortsteil Sigliano, die aus der Pieve Santa Maria (1566) hervorging.
- Collegiata di Santo Stefano, erstmals 1212 schriftlich erwähnte Pieve, die namensgebend für den Ort wurde. Wurde zwischen 1844 und 1881 umgestaltet und enthält das Werk Assunzione e santi (1514) aus der Schule des Andrea della Robbia.
- Eremo della Madonna del Faggio, Eremitage im Ortsteil Cercetole aus dem 15. Jahrhundert
- Eremo di Cerbaiolo, Eremitage im Ortsteil Cerbaiolo aus dem 13. Jahrhundert.
- Santuario della Madonna dei Lumi, 1590 errichtetes Heiligtum. Enthält eine Kuppel mit Fresken von Luigi Ademollo (19. Jahrhundert) sowie Gemälde von Francesco Curradi (Santi) und Agostino Ciampelli (Madonna col Bambino e Santi) aus dem 17. Jahrhundert[8].
- Tempietto di Santa Maria del Colledestro

## Söhne und Töchter der Gemeinde
- Stefano Bardini (1836–1922), Kunsthändler, Maler, Sammler und Mäzen
- Amintore Fanfani (1908–1999), Wirtschaftswissenschaftler und Politiker
- Umberto Betti (1922–2009), römisch-katholischer Theologe und Kardinal

## Gemeindepartnerschaften
- La Roca del Vallès, Katalonien, Spanien, seit 2006